# Bohland & Fuchs
Bohland & Fuchs var en tillverkare av Bleckblåsinstrument.
Firman grundades 1870 av Martin Fuchs och Gustav Bohland i Graslitz, Böhmen som då ingick i dåvarande kejsardömet Österrike-Ungern. Staden heter idag Kraslice och ligger i nuvarande Tjeckien. B&F var en av många tillverkare av musikinstrument i denna del av landet och blev så småningom den största av bleckblåstillverkarna. Firman hade 1925 cirka 500 anställda.